# Citharexylum cooperi
Citharexylum cooperi là một loài thực vật có hoa trong họ Cỏ roi ngựa. Loài này được Standl. mô tả khoa học đầu tiên năm 1927.